# مایکل باریمور

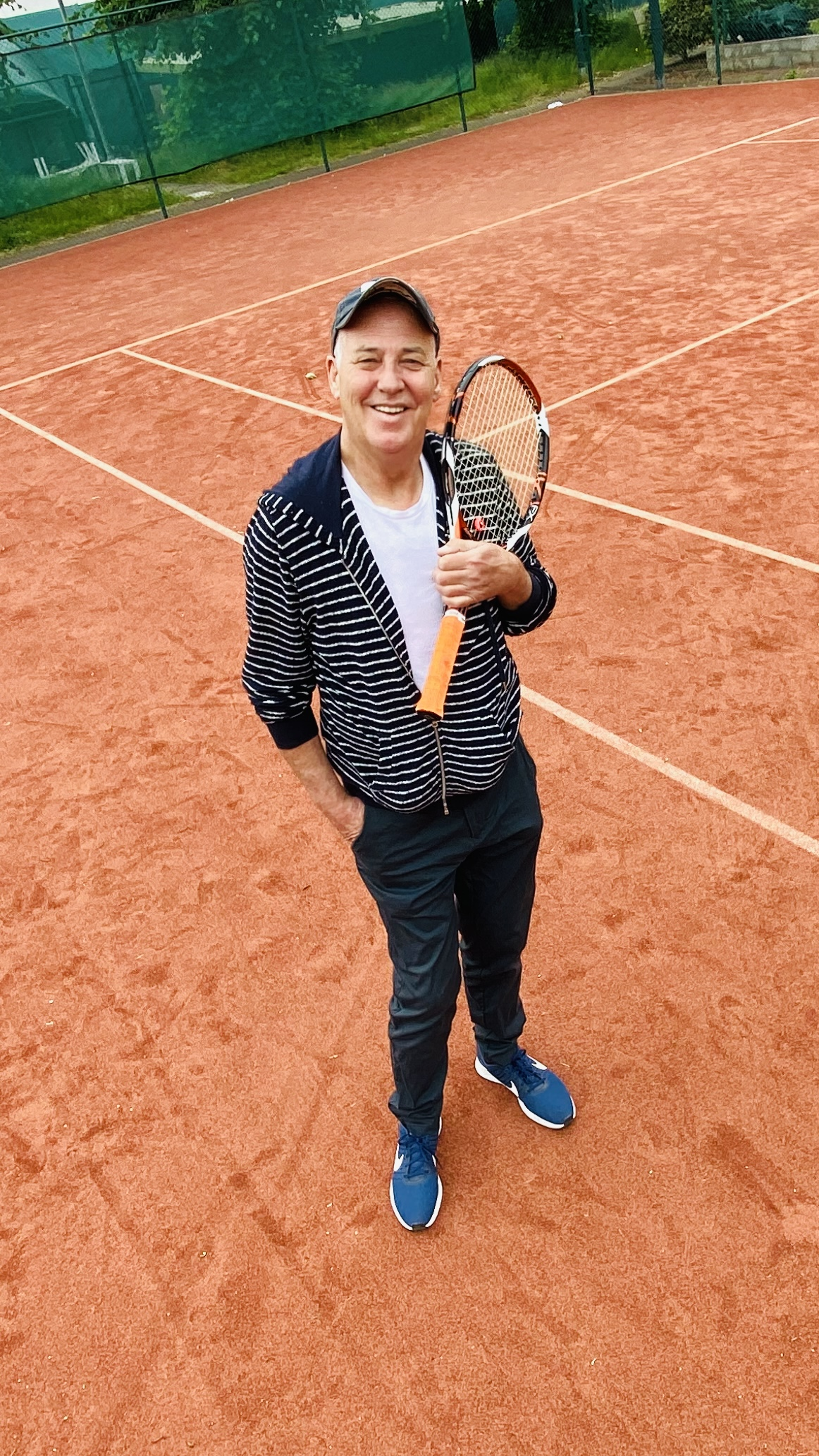
مایکل باریمور

 مایکل باریمور (انگلیسی: Michael Barrymore؛ زادهٔ ۴ مهٔ ۱۹۵۲) یک هنرپیشه، و مجری اهل بریتانیا است.